# 4600 Meadows
4600 Meadows là một tiểu hành tinh vành đai chính với chu kỳ quỹ đạo là 1912.8198354 ngày (5.24 năm).
Nó được phát hiện ngày 10 tháng 9 năm 1985.